# ميناء هامبورغ

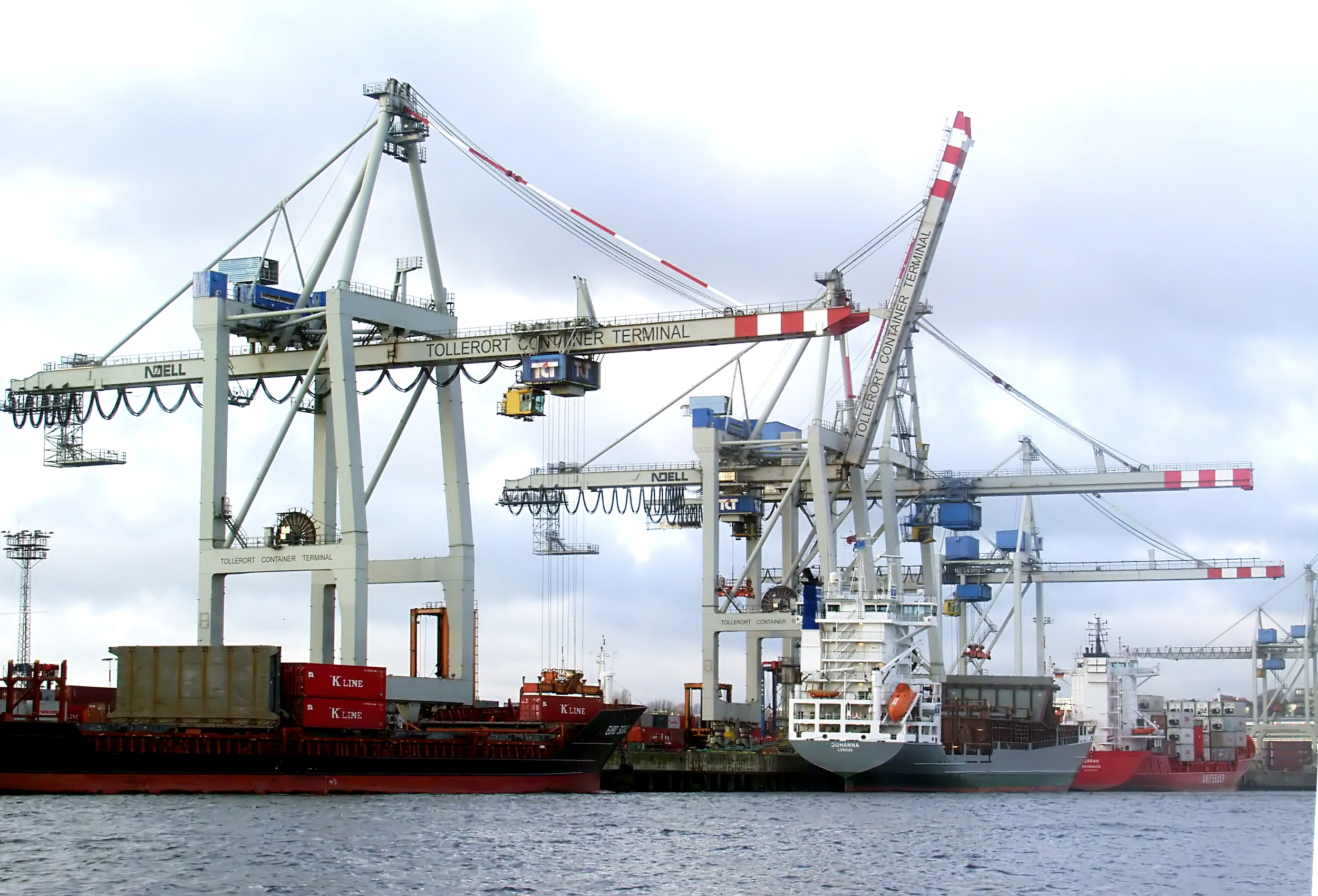
ميناء الحاويات في ميناء هامبورغ

ميناء هامبورغ (بالألمانية: Hamburger Hafen) هو أكبر ميناء في ألمانيا وثالث أكبر ميناء في أوروبا ويحتل المرتبة 18 في قائمة أكبر موانئ الحاويات في العالم. بالرغم من أن مدينة هامبورغ لا تقع مباشرة على البحر، وإنما موجودة على نهر الإلبه، إلا ان النهر عريض نسبيا وصالح للملاحة، بالإضافة إلى ان المدينة قريبة من بحر الشمال. كل ذلك مهّد لها أن تصير أحد أكبر الموانئ. يقع الميناء في وسط المدينة على بعد 110 كم من مصب النهر في بحر الشمال. في عام 2004، تم إفراغ وتحميل 7 ملايين حاوية. الميناء هو الأول عالميا في تحميل البن.
لقد دخلت الميناء 11700 سفينة عام 2002. هناك مصاف ل 320 سفينة، منها مصاف ل 38 سفينة حاويات وسفن شحن كبيرة كما انه هناك خطط لعمل أرصفة أخرى تسع لتسع سفن حاويات أخرى. يوجد أيضا سفن حفر تعمل طوال العام لزيادة 13 متر منعمق النهر لدخول السفن، وخاصة الكبيرة منهم. حوالي 9000 رحلة شحن سنويًا تتم بالميناء، وما يقرب من 300 رصيف بإجمالي 43 كيلومترًا من جدران الرصيف الطويلة للسفن العابرة للمحيطات، أكثر من 2300 قطار شحن في الأسبوع، أربع محطات حديثة للحاويات، ثلاث محطات للرحلات البحرية، وحوالي 50 مرفقًا متخصصًا لإعادة الشحن لشحنات Ro-Ro وشحنات البضائع العامة والبضائع السائبة من جميع الأنواع، كما يوجد قرابة 7300 شركة لوجستية داخل حدود المدينة - هذه ليست سوى بعض العوامل التي تجعل ميناء هامبورغ أحد أكثر الموانئ العالمية مرونة وكفاءة في العالم. في عام 2017، عبر 136.5 مليون طن من البضائع رصيف الميناء الأكبر في ألمانيا. مع أن الميناء يقع بمسافة ليست بالقليلة في عمق الأراضي الألمانية (110 كم)، إلا أنه يجب على المرء عدم نسيان رخص النقل البحري مقارنة مع النقل البري للبضائع عند ايصالها لهامبورغ من ساحل بحر الشمال. المنطقة الحرة في الميناء هي أحد مزاياه أيضا. البضائع التي تأتي مع السفن، لا يتم جمركتها إلا عند دخولها للأراضي الألمانية أي انه يمكن أن يتم إعادة تصديرها إلى الخارج بدون أن تتم جمركتها. المنطقة الحرة مسيجة ويوجد نقاط تفتيش جمركية على مداخلها ومخارجها. لهذا الغرض، تم بناء مدينة التخزين داخل حدود المنطقة الحرة.

## تاريخ الميناء

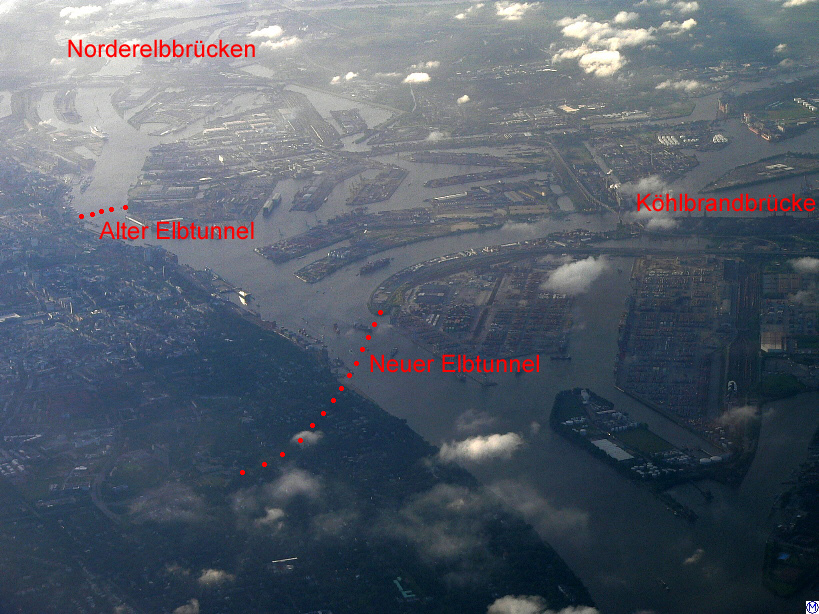
صورة جوية للميناء

ذكرت السجلات التاريخية أنه ومنذ القرن التاسع تم تأسيس أول ميناء بحري للتجارة بعيدة المدى في مدينة هامبورغ والتي لم يتجاوز عدد سكانها آن ذاك المئتي نسمة، وقد كان عبارة عن رصيف خشبي صغير يبلغ طوله 120متر. تأسس الميناء رسمياً في السابع من مايو 1189، عندما منح الإمبراطور فريدريش بربروسا سكان هامبورغ امتياز السفر بدون رسوم جمركية عبر نهر الإلبه السفلي إلى بحر الشمال بموجب ميثاق. لقد كان ثاني أهم عامل ساهم في تاسيس الميناء هو انضمام هامبورغ إلى رابطة Hanse والتي كانت أهم اتحاد اقتصادي في العصور الوسطى، وقد احتلت هامبورغ مكانة رفيعة في هذا التحالف من المدن وقد وجهت أنشطتها التجارية نحو الغرب، أي نحو منطقة بحر الشمال. اكتسبت المدينة امتيازات في إنجلترا وفلاندرز وأسست مكاتب تجارية في لندن وبروج وأمستردام، في الشمال الاسكندنافي وفي المناطق النائية الألمانية. في تلك الحقبة الزمنية كانت القرصنة تمثل مشكلة كبيرة وكان أكثر القراصنة شهرة كلاوس شتوربيكر. في ذلك الوقت لم تكن هناك قوة بحرية ألمانية ما دفع سكان هامبرغ إلى تجهيز أنفسهم ضد القراصنة بما يسمى بسفن القوافل، والتي نجحت بطرد القراصنة تحت قيادة الأدميرال كاربفانغر. بفضل الوضع الاقتصادي الجيد، ارتفع عدد السكان بسرعة من 8000 في عام 1375 إلى 16000 في عام 1450، كما أدى اكتشاف أمريكا في نهاية القرن الخامس عشر إلى تعزيز التجارة الخارجية في هامبورغ وبالتالي ميناء هامبورغ وبالرغم من فقدان المناطق التجارية في بحر البلطيق هيمنتها، واكتساب الدول الطرفية من المحيط الأطلسي أهمية كبيرة إلا ان سكان هامبورغ استغلوا هذا لصالحهم ودخلوا في علاقات اقتصادية وثيقة مع البلدان الأخرى، رغم أنهم بذلك قد خالفوا مبادئ الرابطة الهانزية. بدأت هامبورغ التجارة مع أمريكا في عام 1782. كانت «إليز كاتارينا» أول سفينة في هامبورغ تبحر عبر المحيط الأطلسي إلى تشارلستون وفيلادلفيا في عام 1783. وفي عام 1788، تم تسجيل 150 سفينة تابعة لميناء هامبورغ. وارتفع العدد إلى 280 بحلول عام 1799، أي في غضون أحد عشر عامًا.في عام 1806 فرض نابليون حصارا على إنجلترا ما انعكس سلبا على ميناء هامبورغ حيث انعدمت التجارة ونُقلت الكثير من الشركات التجارية من هامبورغ، وبقي الوضع متأزما إلى حين فك الحصار عام 1814 حيث أُعيد بناء الميناء، وفي عام 1816، دخلت أول سفينة بخارية، وهي «سيدة البحيرة / Lady of the Lake» البريطانية إلى ميناء هامبورغ. بدءًا من عام 1850 لم يخلوا أي محيط في العالم من السفن التابعة لميناء هامبورغ. يتم الإحتفال كل عام بتأسيس الميناء من السابع وحتى التاسع من شهر مايو/ أيار كل عام.

## الموقع

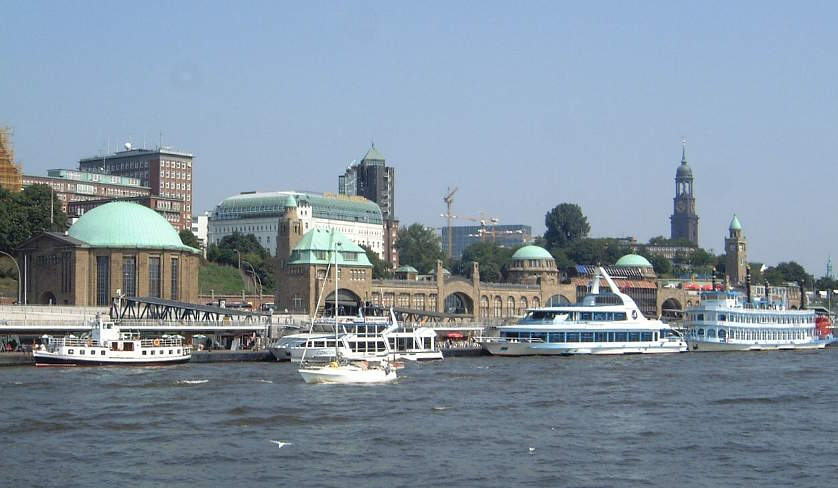
رصيف المسافرين في لاندونغسبروكن (Landungsbrücken)

على الرغم من أن ميناء هامبورغ هو ميناء بحري، إلا أنه لا يقع مباشرة على البحر المفتوح وإنما نهر إلبه، وبشكل أكثر تحديدًا على نهر إلبه السفلي. ويبعد حوالي 100 كيلومتر عن بحر الشمال. تبلغ مساحة ميناء هامبورغ 7200 هكتار. يقع الجزء الشرقي في خليج بيلويردر وهولزهافن قرب جزيرة إلبه فيديل. من هناك، تمتد منطقة الميناء غربًا إلى منطقة فينكيمفيردير الخارجية على الضفة الجنوبية لنهر إلبه. أحد أجزاء الميناء أيضاً هي جسور الإنزال أو لاندونغزبروكين في شارع باولي وكذلك قناة الجمارك ومنطقة المستودعات. إلى الجنوب، تمتد منطقة المرفأ إلى هاربرغ وفيلهيلمزبروغ وألتينفيردير، حيث يقع واحد من أهم أجزاء مدينة هامبورغ.

## الأهمية الإقتصادية
تربط الطرق البحرية الميناء بأكثر من 900 ميناء في أكثر من 170 دولة. كان عام 2008 هو العام الذي شهد أكبر معدل تداول للبضائع في الميناء حتى اليوم، حيث تم تبادل ما يقارب 140.4 مليون طن من البضائع. الأهمية الكبيرة للميناء لا تقتصر على تبادل البضائع فقط، فبالإضافة إلى ذلك يتم تخزين البضائع والتي هي مواد خام بالغالب ومعالجتها في الميناء، من أهم هذاه المواد الزيوت المعدنية، الحبوب كالقهوة وأيضا الشاي. تراجعت أهمية بناء السفن في ميناء هامبورغ بشكل مطرد منذ الستينيات. إلا انه ومنذ مطلع الألفية أصبح الميناء محطة جذب سياحي مهمة بسبب الإطلالة الخلابة للضفة الشمالية من نهر إلبه، ومنذ عام 2006 ازداد عدد الرحلات السياحية من وإلى الميناء وأصبح من أهم محطات نقل الركاب عبر خطوط الرحلات البحرية. تعد الصين الشريك التجاري الأكثر أهمية لميناء هامبورغ. تليها سنغافورة، وروسيا والسويد وكذلك فنلندا، والبرازيل، وكوريا الجنوبية، وتايوان، وبولندا والهند. عدد السفن التي تصل إلى هامبورغ كل عام حوالي 18000.